# لوكاس ماسياس نافارو
لوكاس ماسياس نافارو (بالهولندية: Lucas Navarro) (بالإسبانية: Lucas Macías Navarro) هو زمّار إسباني وهولندي، ولد في 11 أغسطس 1978.

## وصلات خارجية
- لوكاس ماسياس نافارو على موقع ميوزك برينز (الإنجليزية)